# Margaret Atwood
Margaret Eleanor Atwood (Ottawa, 18 de noviembre de 1939) es una poetisa, novelista, crítica literaria, profesora y activista política canadiense. Conocida por escribir las novelas distópicas El cuento de la criada (1985) y Los testamentos (2019). Atwood ha ganado numerosos premios y distinciones por sus escritos, incluidos dos premios Booker Prize, el Premio Arthur C. Clarke, el Premio Franz Kafka y el Premio Princesa de Asturias. Además de ser una de las fundadoras del Premio Griffin de Poesía. Varias de sus obras han sido adaptadas al cine y a la televisión.
Es miembro del organismo de derechos humanos Amnistía Internacional y una de las personas que presiden BirdLife International, organización dedicada a la defensa de las aves. 

## Biografía
Nacida en Ottawa, Ontario, Canadá, es la segunda de los tres hijos de Carl Edmund Atwood, zoólogo, y Margaret Dorothy William, nutricionista. Debido a la investigación que llevaba a cabo su padre sobre entomología forestal, Atwood pasó gran parte de su infancia entre el norte de Quebec, Ottawa y Toronto.
Pronto se convirtió en una ávida lectora de todo tipo de literatura, desde novelas de misterio hasta cuentos de los hermanos Grimm, historias sobre Canadá y cómics. Fue al instituto en Leaside, Toronto.
Atwood empezó a escribir a los 16 años. En 1957 inició sus estudios universitarios en la Universidad de Victoria de Toronto. Tuvo como profesores a Jay Macpherson y Northrop Frye, que encaminaron su poesía inicial (Double Persephone) hacia el tema de los mitos y los arquetipos.
Se graduó en 1961 como licenciada en filología inglesa, con estudios también de francés y filosofía. En otoño de 1961, después de ganar la Medalla E. J. Pratt por su libro de poemas Double Persephone, comenzó sus estudios de postgrado en el Radcliffe College de la Universidad de Harvard con una beca de investigación Woodrow Wilson. Obtuvo un máster en Radcliffe en 1962 y continuó estudiando dos años más en Harvard.
Ha impartido clases en la Universidad de Columbia Británica (1965), en la Universidad Sir George Williams de Montreal (1967-1968), en la Universidad de Alberta (1969-1979), en la Universidad de York de Toronto (1971-1972), y en la Universidad de Nueva York.

## Trayectoria literaria
Atwood ha escrito novelas de diferentes géneros, ensayos, relatos y libros de poemas.
También guiones para televisión, como The Servant Girl (1974) y ensayos como Days of the Rebels: 1815-1840 (1977).
Se la describe como una escritora feminista, ya que el tema del género está presente en algunas de sus obras de forma destacada. Se ha centrado en la identidad canadiense, en las relaciones de este país con Estados Unidos de América y Europa, en los derechos humanos, en asuntos ambientales, en los páramos canadienses, en los mitos sociales sobre la feminidad, en la representación del cuerpo de la mujer en el arte, la explotación social y económica de esta, así como las relaciones de mujeres entre sí y con los hombres.
En 1969 publicó La mujer comestible, donde se hizo eco de la marginación social de la mujer. En Procedures for Underground (1970) y The Journals of Susanna Moodie (1970), sus siguientes libros de poesía, los personajes tienen dificultades para aceptar lo irracional. Esta última quizá sea su obra poética más conocida; en ella, escribe desde el punto de vista de Susanna Moodie, una pionera de la colonización de la frontera canadiense del siglo XIX. Con la obra Power Politics (1971) usa las palabras como refugio para las mujeres débiles que se enfrentan a la fuerza masculina.
Como crítica literaria es muy conocida por su obra Survival: A Thematic Guide to Canadian Literature (1972), definida como el libro más asombroso escrito sobre literatura canadiense y que consiguió aumentar el interés en la literatura de este país.
Ese año publicó Surfacing, una novela donde se formula en términos políticos el conflicto entre naturaleza y tecnología.
Con gran éxito y avalada por la crítica, escribió You Are Happy (1974) y su tercera novela, Lady Oracle (1976), una parodia de los cuentos de hadas y las novelas de amor.
En 1978 publicó Two-Headed Poems, que explora la duplicidad del lenguaje, y Up in the Tree, un libro infantil.
Su siguiente novela, La vida antes del hombre (1979), es más tradicional que sus libros de ficción anteriores y se centra en una serie de triángulos amorosos.
Atwood siempre ha estado interesada en los derechos humanos, lo que se refleja en su libro de poesía True Stories (1981) y la novela Bodily Harm (1981).
Publicó Second Words (1982), muestra de una de las primeras obras feministas escritas en Canadá; ese mismo año dirigió la revisión del Oxford Book of Canadian Poetry, lo que la colocó al frente de los poetas canadienses de su generación.
En el año 2000 publica el libro El asesino ciego con el que gana el Premio Booker y el Hammett Prize.
Atwood sigue escribiendo, con gran éxito para la crítica y para sus lectores. Se estudian sus libros en escuelas, institutos y universidades de todo el mundo.

## Vida personal
En 1968 se casó con Jim Polk, de quien se divorció en 1973. Luego contrajo matrimonio con el novelista Graeme Gibson, con quien se mudó a Ontario, al norte de Toronto. En 1976 tuvieron a su hija Eleanor Jess Atwood Gibson. Volvió a Toronto en 1980. Atwood enviudó el 18 de septiembre de 2019, cuando Gibson falleció debido a la enfermedad degenerativa o demencia que padecía.
En la actualidad divide su tiempo entre Toronto y Pelee Island, en Ontario.

## Obra
Atwood dice que tiene "una caligrafía terrible" y escribe tanto en una computadora como a mano.

### Temas recurrentes y contextos culturales
Teoría de la identidad canadiense
Las contribuciones de Atwood a la teorización de la identidad canadiense han llamado la atención tanto en Canadá como a nivel internacional. Su principal obra de crítica literaria, Survival: A Thematic Guide to Canadian Literature, se considera algo obsoleta, pero sigue siendo una introducción estándar a la literatura canadiense en los programas de estudios canadienses a nivel internacional. El escritor y académico Joseph Pivato ha criticado la continua reimpresión de Survival por parte de Anansi Press como un flaco favor a los estudiantes de literatura canadiense, que limita una visión adecuada.
En Survival, Atwood postula que la literatura canadiense, y por extensión la identidad canadiense, se caracteriza por el símbolo de la supervivencia. Este símbolo se expresa en el uso omnipresente de "posiciones de víctima" en la literatura canadiense. Estas posiciones representan una escala de autoconciencia y autorrealización para la víctima en la relación "vencedor/víctima". El "vencedor" en estos escenarios puede ser otros seres humanos, la naturaleza,  u otros factores externos e internos que oprimen a la víctima. Survival, de Atwood, tiene la influencia de la teoría de la mentalidad de guarnición de Northrop Frye; Atwood utiliza el concepto de Frye del deseo de Canadá de aislarse de la influencia externa como una herramienta fundamental para analizar la literatura canadiense. Según sus teorías en obras como Survival y su exploración de temas similares en su ficción, Atwood considera la literatura canadiense como la expresión de la identidad canadiense. Según esta literatura, la identidad canadiense se ha definido por el miedo a la naturaleza, la historia de los colonos y la adhesión incuestionable a la comunidad. En una entrevista con el crítico escocés Bill Findlay en 1979, Atwood analizó la relación de los escritores y la escritura canadienses con las "culturas imperiales" de Estados Unidos y Gran Bretaña.
La contribución de Atwood a la teorización de Canadá no se limita a sus obras de no ficción. Varias de sus obras, incluidas The Journals of Susanna Moodie, Alias Grace, El asesino ciego y Resurgir, son ejemplos de lo que la teórica literaria posmoderna Linda Hutcheon llama "metaficción historiográfica". En tales obras, Atwood explora explícitamente la relación entre historia y narrativa y los procesos de creación de la historia.
Entre sus contribuciones a la literatura canadiense, Atwood es fideicomisaria fundadora del Premio Griffin de Poesía, así como fundadora del Writers' Trust of Canada, una organización literaria sin fines de lucro que busca alentar a la comunidad de escritores de Canadá. Atwood llamado a Mona Awad, novelista y cuentista canadiense, su "aparente heredera literaria".
Feminismo
El trabajo de Atwood ha sido de interés para las críticas literarias feministas, a pesar de la falta de voluntad de Atwood en ocasiones para aplicar la etiqueta de "feminista" a sus obras. A partir de la publicación de su primera novela, The Edible Woman, Atwood afirmó: "No lo considero feminismo; sólo lo considero realismo social".
A pesar de su rechazo a la etiqueta en ocasiones, los críticos han analizado la política sexual, el uso de mitos y las relaciones de género en el trabajo de Atwood a través de la lente del feminismo. En 2017, aclaró su malestar con la etiqueta feminismo al afirmar: "Siempre quiero saber qué quiere decir la gente con esa palabra [feminismo]. Algunas personas lo entienden de manera bastante negativa, otras, la gente lo dice de manera muy positiva, algunas personas lo dicen en un sentido amplio, otras lo dicen en un sentido más específico. Por lo tanto, para responder la pregunta, debes preguntarle a la persona qué quiere decir". En una entrevista con Penguin Books, Atwood declaró que la pregunta principal a lo largo de su escritura de El cuento de la criada era: "Si fueras a empujar a las mujeres de regreso al hogar y privarlas de todos estos logros que pensaban que habían logrado, cómo lo haces?", pero relacionó esta pregunta con el totalitarismo, no con el feminismo.
En 2018, tras una asociación entre la adaptación de Hulu de The Handmaid's Tale y la organización de derechos de las mujeres Equality Now, Atwood fue honrada en la Gala Make Equality Reality de 2018. En su discurso de aceptación dijo:

## Filantropía y activismo
Donó el dinero del galardón Booker Price para colaborar con causas ambientales.
Ayudó a lanzar la carrera de la poetisa Carolyn Forche cuando los editores estadounidenses rechazaron su poesía sobre la guerra civil salvadoreña.
En 2018 escribió una dura carta a la vicepresidenta argentina Gabriela Michetti cuando esta se mostró contraria a la interrupción del embarazo aún en casos de violación, ante ello Atwood contestó que «Forzar partos es esclavitud» y le respondió  a Michetti mediante una carta pública «No aparte la mirada de las miles de muertes que hay cada año por abortos ilegales. Deles a las mujeres argentinas el derecho a elegir. Fuerce partos si usted quiere, pero por lo menos llame a lo forzado por lo que es. Es esclavitud: es reivindicar poseer y controlar el cuerpo de otra persona, y sacar provecho de eso».

## Trabajo

### Novelas
- La mujer comestible (The Edible Woman) (1969)
- Resurgir (Surfacing) (1972)
- Doña Oráculo (Lady Oracle) (1976)
- Nada se acaba (Life Before Man) (1979) – finalista del Governor General's Award en 1979
- Daño corporal (Bodily Harm) (1981)
- El cuento de la criada (The Handmaid's Tale) (1985) – ganadora del Arthur C. Clarke Award y del Governor General's Award en 1985
- Ojo de gato (Cat's Eye) (1988) – finalista del Governor General's Award en 1988
- La novia ladrona (The Robbery Bride) (1993) – finalista del Governor General's Award en 1994
- Alias Grace (1996) – ganadora del Giller Prize y finalista del Governor General's Award en 1996
- El asesino ciego (The Blind Assassin) (2000) – ganadora del Booker Prize y finalista del Governor General's Award en 2000
- Oryx y Crake (Oryx and Crake) (2003) – finalista del Governor General's Award en 2003, Libro 1 de la trilogía MaddAddam
- Penélope y las doce criadas (The Penelopiad) (2005) – nominada al IMPAC Award en 2006
- El año del diluvio (The Year of the Flood) (2009) – Libro 2 de la trilogía MaddAddam
- MaddAddam (2013) – Libro 3 de la trilogía MaddAddam
- Scribbler Moon (2014)
- Por último, el corazón (The Heart Goes Last) (2015)
- La semilla de la bruja (Hag-Seed) (2016)
- Los testamentos (The Testaments) (2019) – segunda parte de El cuento de la criada

### Colecciones de poesía
- Double Persephone (1961)
- The Circle Game (1964) - ganadora del Governor General's Award en 1966
- Expeditions (1965)
- Speeches for Doctor Frankenstein (1966)
- The Animals in That Country (1968)
- The Journals of Susanna Moodie (1970)
- Procedures for Underground (1970)
- Power Politics (1971)
- You Are Happy (1974)
- Selected Poems (1976)
- Two-Headed Poems (1978)
- True Stories (1981)
- Love songs of a Terminator (1983)
- Interlunar (1984)
- Selected Poems II: Poems Selected and New 1976-1986 (1986)
- Morning in the Burned House (1996)
- "The Moment" from Morning in Burned House'

- Eating Fire: Selected Poems, 1965-1995 (1998)
- The Door (2007)
- Dearly (2020)

### Ensayo
- Survival: A Thematic Guide to Canadian Literature (1972)
- Days of the Rebels 1815-1840 (1977)
- Second Words (1982)
- Through The One-Way Mirror (1986)
- Strange Things: The Malevolent North in Canadian Literature (1996)
- Two Solicitudes: Conversations (con Victor Lévy-Beaulieu) (1998)
- Negotiating with the Dead: A Writer on Writing (2002)
- Moving Targets: Writing with Intent 1984-2002 (2004)
- Payback: Debt and the Shadow Side of Wealth (2008)
- In Other Worlds: SF and the Human Imagination (2011)

### Libretos
- The Trumpets of Summer (1964)
- Frankenstein Monster Song (2004)
- Pauline (2014)

### Obra de teatro
- The Penelopiad (2007)

### Libros para niños
- Up in the Tree (1978)
- Anna's Pet (con Joyce Barkhouse) (1980)
- For the Birds (1990)
- Princess Prunella and the Purple Peanut (1995)
- Rude Ramsay and the Roaring Radishes (2003)
- Bashful Bob and Doleful Dorinda (2004)
- Wandering Wenda and Widow Wallop's Wunderground Washery (2011)

### E-books
- I'm Starve for You: Positron, Episode One (2012)
- Choke Collar: Positron, Episode Two (2012)
- Erase Me: Positron, Episode Three (2013)
- The Heart Goes Last: Positron, Episode Four (2013)

### Antologías
- The New Oxford Book of Canadian Verse (1982)
- The CanLit Foodbook (1987)
- The Oxford Book of Canadian Short Stories in English (1988)
- The Best American Short Stories 1989 (1989) (con Shannon Ravenel)
- The New Oxford Book of Canadian Short Stories in English (1995)

### Colección de relatos cortos y cuentos
- Dancing Girls (1977) - ganadora del St. Lawrence Award for Fiction y The Periodical Distributors of Canada for Short Fiction
- Murder in the Dark (1983)
- Bluebeard's Egg (1983)
- Through the One-Way Mirror (1986)
- Wilderness Tips (1991) - finalista del Governor General's Award en 1991
- Good Bones (1992)
- Good Bones and Simple Murders (1994)
- The Tent (2006)
- Moral Disorder (2006)
- Stone Mattress (2014)

### Novela gráfica
- Angel Catbird (2016) (con Johnnie Christmas)

### Ilustraciones
- Kanadian Kultchur Komix en This Magazine (1975-1980)

### Audiolibros
- The Poetry and Voice of Margaret Atwood (1977)
- Margaret Atwood Reads "Unearthing Suit' (1985)
- Zombies, Run

## Reconocimientos y nombramientos
- Vicepresidenta de la Unión de Escritores de Canadá desde 1980
- Presidenta del PEN Club, una asociación de escritores para fomentar el contacto y la cooperación entre autores de todo el mundo que se encarga de promover la libertad de expresión y de liberar a los escritores que son prisioneros políticos
- Socia mayoritaria del Massey College en la Universidad de Toronto
- Dieciocho títulos honoris causa[38]
- Doctorado del Victoria College (1987)
- Está incluida en el Paseo de la Fama de Canadá desde 2001
- Miembro de la Royal Society de Canadá
- Miembro de la Order of Canada
- Miembro honorario de la Academia Norteamericana de las Artes y las Ciencias[39]
- Presidenta Honoraria de Birdlife International, junto a su Alteza Imperial la Princesa Takamado, de Japón, electa en el congreso en Buenos Aires, 2009[40]
- Miembro de la Royal Society of Literature del Reino Unido

## Premios y nominaciones
- Medalla E. J. Pratt (1961) por su libro de poemas Double Persephone
- Governor General's Award, por The Circle Game (1966)[41]
- Toronto Book Award, por Lady Oracle (1977)
- Canadian Booksellers Award, por Lady Oracle (1977)
- Toronto Book Award, por Dancing Girls (1977)
- Canadian Booksellers Award, por Dancing Girls (1977)
- Periodical Distributors of Canada Short Fiction Award, por Dancing Girls (1977)
- Periodical Distributors of Canada por Bluebeard’s Egg (1983)
- Foundation for the Advancement of Canadian Letters Book of the Year Award, por Bluebeard’s Egg (1983)
- Governor General's Award, por The Handmaid’s Tale (1985)
- Nominada al Booker Prize (Reino Unido) por The Handmaid's Tale (1985)
- Ritz-Paris-Hemingway Prize (París) por The Handmaid's Tale
- Los Angeles Times Prize, por The Handmaid’s Tale[42]
- Arthur C. Clarke Award for Science Fiction, por The Handmaid’s Tale[43]
- Commonwealth Literary Prize, por The Handmaid’s Tale
- Hammett Prize por The Blind Assassin (2000)[44]
- Premio Booker por The Blind Assassin (2000)[45]
- Premio Príncipe de Asturias de las Letras (25 de junio del 2008)[46]
- Premio Nelly Sachs (2010)[47]
- Premio Dan David (2010)[48]
- Kitschies Red Tentacle Award por The Heart Goes Last (2016)
- PEN Pinter Prize (2016)
- National Book Critics Circle Lifetime Achievement Award (2017)
- Premio Franz Kafka (2017)[49]
- Premio de la Paz del Comercio Librero Alemán (2017)[50]
- Adrienne Clarkson Prize for Global Citizenship (2018)
- Premio Booker (ex aequo) por Los Testamentos (2019)[51]
- Dayton Literary Peace Prize (2020)[52]